# 6914 Becquerel
6914 Becquerel (1992 GZ) là một tiểu hành tinh vành đai chính được phát hiện ngày 3 tháng 4 năm 1992 bởi Shoemaker, C. S. ở Palomar.